# Miocochilius
Miocochilius è un genere estinto di mammiferi notoungulati, appartenente ai tipoteri. Visse nel Miocene medio (circa 15 - 12 milioni di anni fa) e i suoi resti fossili sono stati ritrovati in Sudamerica.

## Descrizione
Questo piccolo animale raggiungeva la taglia di un gatto, e l'aspetto doveva ricordare vagamente quello di un roditore dalle lunghe zampe. 

### Cranio
Il cranio era piuttosto simile a quello dell'affine Cochilius, ma era più allungato e stretto e dal profilo maggiormente convesso. La formula dentaria era completa, con un rivestimento di cemento su tutti i denti. Era presente un piccolo diastema dietro a ciascuno dei cinque denti anteriori superiori. Il primo incisivo superiore era ingrandito, mentre premolari e molari erano quasi privi di radice. Gli incisivi inferiori erano diretti in avanti, e i molari possedevano una struttura semplice.

### Scheletro postcranico
Lo scheletro postcranico era piuttosto simile a quello di altri tipoteri miocenici come Protypotherium, ma le zampe erano completamente diverse e rappresentavano la caratteristica più distintiva di Miocochilius. Sia le zampe posteriori che quelle anteriori, infatti, presentavano un'estrema riduzione delle dita, e solo due di esse erano funzionali. In generale, l'aspetto delle estremità ricordava superficialmente quello dei mammiferi artiodattili come i camelidi o i ruminanti. Nella mano erano funzionali il secondo e il terzo dito, mentre primo e quinto erano scomparsi; il quarto dito, benché completo, era molto ridotto e non toccava il terreno. La riduzione delle dita era quindi differente da quella riscontrata negli artiodattili. Nel piede le dita funzionali erano il terzo e il quarto dito, con il primo e il secondo praticamente scomparsi e il quinto vestigiale. In tutti gli arti i metapodi (soprattutto nei piedi) erano strettamente articolati fra loro. Le falangi funzionali erano molto più lunghe e spesse rispetto a quelle dei rappresentanti più antichi dei tipoteri; le falangi ungueali, in particolare, avevano acquisito una vera e propria forma a zoccolo.

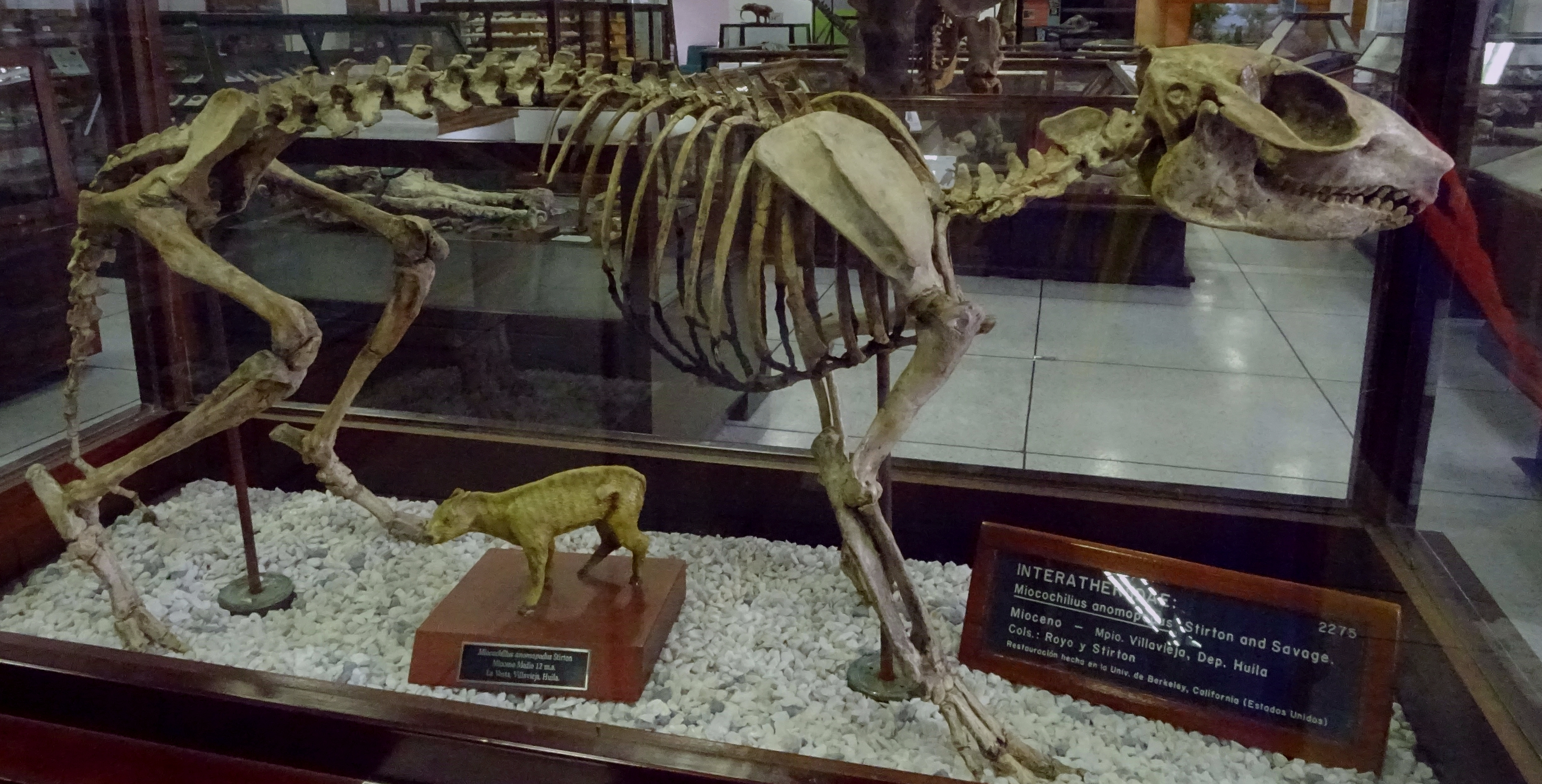
Scheletro di Miocochilius anomopodus

## Classificazione
Il genere Miocochilius venne descritto per la prima volta nel 1953 da Stirton, sulla base di resti fossili ben conservati ritrovati nella zona di Huila, in Colombia; la specie tipo è Miocochilius anomopodus. Nel 2007 è stata descritta un'altra specie, M. federicoi, proveniente da Quebrada Honda in Bolivia. Questa specie era più piccola della specie tipo e se ne differenziava per alcune caratteristiche della dentatura; in ogni caso, gli autori della descrizione hanno indicato che M. federicoi potrebbe anche non appartenere a questo genere. 
Miocochilius fa parte di un gruppo endemico di mammiferi sudamericani, i notoungulati, sviluppatisi nel corso del Terziario, quando il continente era un'enorme isola separata dal resto del mondo. Miocochilius, in particolare, è stato classificato tra gli interateriidi (simili a roditori), ed è visto come una forma altamente specializzata del gruppo.

## Paleoecologia
Le straordinarie modificazioni alle zampe presenti in Miocochilius conferivano a questo animale un tarso e un carpo più rigidi; con tutta probabilità Miocochilius aveva sviluppato notevoli capacità di corridore per sfuggire ai predatori come i borienidi nelle pianure sudamericane.